# Peter Soland
Peter Soland (* 4. Dezember 1947) war Fußballspieler in der DDR. Für den 1. FC Union Berlin spielte er in der höchsten Spielklasse des DDR-Fußball-Verbandes, der Oberliga.

## Sportliche Laufbahn
Im Alter von neun Jahren wurde Soland in die Kindermannschaft der Betriebssportgemeinschaft (BSG) Motor Fürstenwalde aufgenommen. 1964 wechselte er zum SC Frankfurt, wo er zuletzt in der drittklassigen Bezirksliga Frankfurt spielte. Als die Fußballsektion des Sportclubs Ende 1965 aufgelöst wurde, kehrte Soland nach Fürstenwalde zurück und spielte dort mit der TSG Fürstenwalde ebenfalls in der Frankfurter Bezirksliga. Zur Saison 1967/68 wechselte Soland zum zweitklassigen DDR-Ligisten BSG Stahl Eisenhüttenstadt. Nach nur elf Spieltagen wurde er zum Militärdienst eingezogen und zur Armeesportgemeinschaft Vorwärts Neubrandenburg abkommandiert, wo er weiter Fußball in der DDR-Liga spielen konnte. 1968 wurde Soland zum Spitzenklub der Armeesportvereinigung, dem FC Vorwärts Berlin delegiert. Dort wurde er bis 1970 in der 2. Mannschaft eingesetzt, mit dem er zunächst in der Bezirksliga, nach dem Aufstieg 1969 in der DDR-Liga spielte.
Nach seiner Entlassung aus der Armee im September 1970 schloss sich Soland dem Oberligisten 1. FC Union Berlin an. Er wurde in den Oberligakader aufgenommen und bestritt am 10. Oktober 1970 sein erstes Oberligaspiel. In der Partie des 8. Spieltages der Saison 1970/71 1. FC Magdeburg – Union Berlin (2:3) wurde er in der 78. Minute eingewechselt und erzielte nach drei Minuten sein erstes Tor für Union zum zwischenzeitlichen 2:2. Es blieb das einzige Tor seiner Oberligakarriere, und auch im weiteren Verlauf der Saison kam er über den Status eines Ersatzspielers nicht hinaus. Nachdem er auch in der Spielzeit 1971/72 nur dreimal in der 1. Mannschaft eingesetzt worden war, wurde zum Saisonende die Zugehörigkeit zum 1. FC Union beendet.
Soland kehrte erneut nach Fürstenwalde zurück und spielte von der Saison 1972/73 für die SG Dynamo Fürstenwalde in der DDR-Liga. Von 1975 bis 1977 wirkte er dort als Spielertrainer. In der Saison 1977/78 war Soland Spieler beim DDR-Liga-Aufsteiger BSG Bergmann-Borsig Berlin. Als Freizeitfußballer beendete Soland seine Fußball-Laufbahn bei Sparta Berlin.